# 建嶋女祖命神社
建嶋女祖命神社（たつしまめおやのみことじんじゃ）は、徳島県小松島市中田町に鎮座する神社である。

## 祭神
建嶋女祖命（たつしまめおやのみこと）を主祭神に、応神天皇を合祀する。

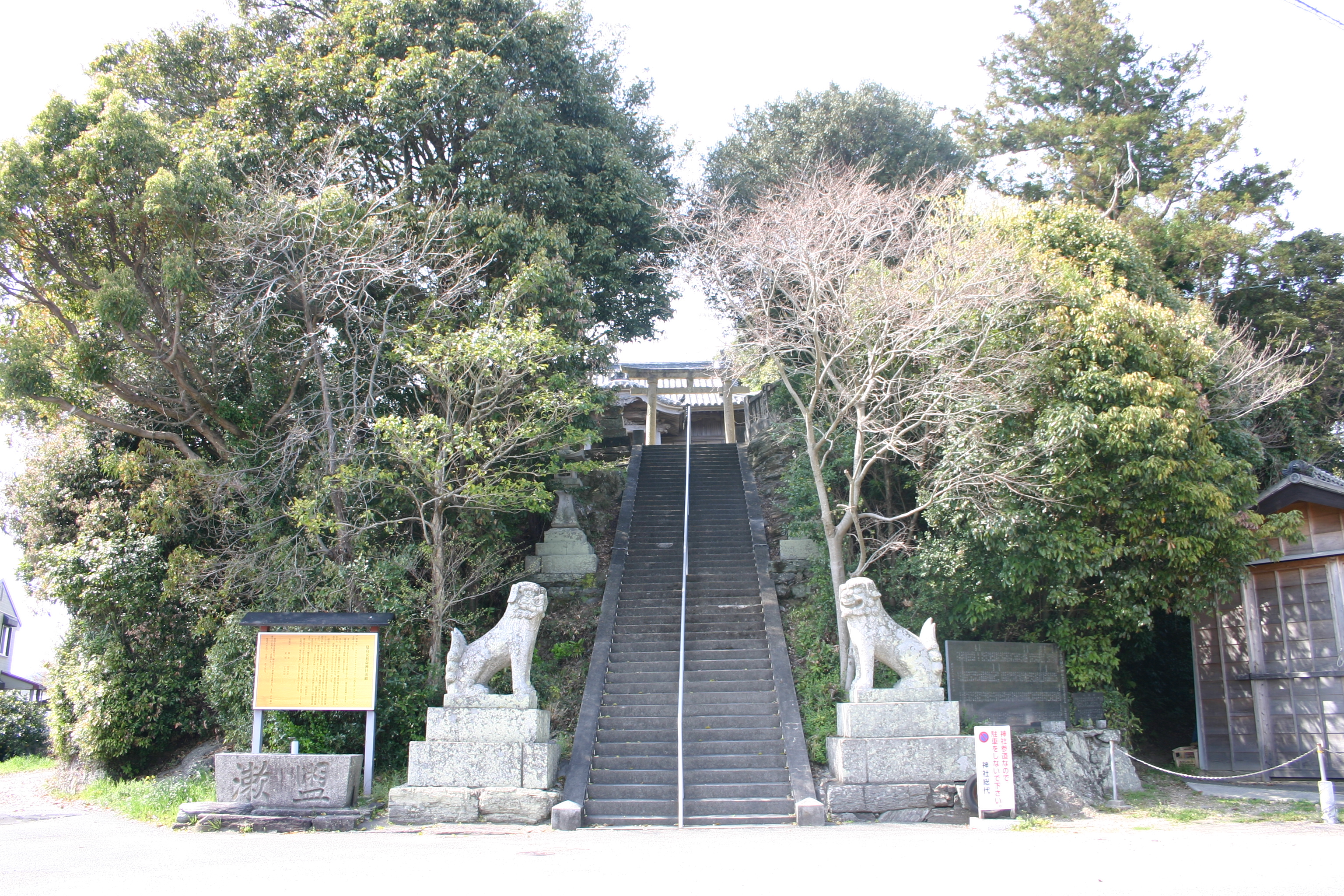
建嶋神社遠景

建嶋女祖命は埴安姫命の事とされるが、異論もある。また、「建嶋（島）」は「たてしま」と訓まれたこともあり、また近世の地誌類には「竹島大明神」等と記されるので「たけしま」と訓まれることもあった。

## 神紋
- 抱き稲

## 歴史
創祀年代は不詳であるが延喜式内社であることや滋賀県高島市に鎮座する波爾布神社の社伝に、天平13年（741年）に阿波国那賀郡（現、徳島県小松島市）建嶋女祖命神社より波爾山比賣命を勧請したと伝えられていることから、かなり古い時代から存在していたことが分かっている。
建嶋大明神・竹島大明神とも称した。当社が鎮座する中田町には古墳時代前期の古墳群が存在し、古くから豪族が統治していたと思われる。旧村社。